# Moncale
Moncale (in corso U Mucale) è un comune francese di 255 abitanti situato nel dipartimento dell'Alta Corsica nella regione della Corsica.
È un'enclave del comune di Calenzana.

## Società

### Evoluzione demografica
Abitanti censiti